# Justel
Justel (en carballés Xustel) es un municipio y localidad española de la comarca de La Carballeda, en la provincia de Zamora, comunidad autónoma de Castilla y León. 
Contiene las pedanías de Quintanilla y Villalverde  que, junto con Justel hacen una población de 80 habitantes y unos 50 km² de término. Su principal fuente de ingresos es desde tiempos ancestrales la ganadería y la agricultura.

## Historia
Justel carece de yacimientos arqueológicos que indiquen de forma clara el origen de su primera población sedentaria, si bien se encuentra en un territorio en el que existen vestigios de su poblamiento prehistórico. Tras su reconquista por los reyes leoneses, esta localidad formó parte del proceso repoblador que emprendió dicha monarquía. 
Justel estuvo integrada en la provincia de León, tal y como recoge en el siglo XVIII Tomás López en Mapa geográfico de una parte de la Provincia de León. No obstante, al reestructurarse las provincias y crearse las actuales en 1833, Uña pasó a formar parte de la provincia de Zamora, conservando su adscripción regional al Reino de León, la cual, como todas las regiones españolas de la época, carecía de competencias administrativas. En 1834 se integró en el partido judicial de Puebla de Sanabria, al que pertenece en la actualidad. En torno a 1850, el municipio, que hasta entonces se denominaba Justel y Quintanilla, tomó su actual extensión territorial, al integrar en su término la localidad de Villalverde, pasando a denominarse simplemente Justel, aunque continuó albergando en su seno a Quintanilla.
Tras la constitución de 1978, Justel pasó a formar parte en 1983 de la comunidad autónoma de Castilla y León, en tanto municipio integrado en la provincia de Zamora.

## Geografía humana

### Demografía
Cuenta con una población de 78 habitantes (INE 2024).
| Gráfica de evolución demográfica de Justel entre 1842 y 2021 |
| |
| Población de derecho según los censos de población del INE Población de hecho según los censos de población del INEEn este censo se denominaba Justel y Quintanilla: 1842 Entre el censo de 1857 y el anterior, crece el término del municipio porque incorpora a 495172 (Villaverde) |

En 1960, el pueblo sufrió una gran emigración de los más jóvenes, que se trasladaron a grandes ciudades como Barcelona, Madrid o Bilbao para encontrar trabajo y mantener a sus familias. Veinte años antes, sus padres tuvieron que emigrar a ciudades europeas (alemanas y francesas en su mayoría) para poder sobrevivir a la guerra, esto hizo que el pueblo quedara sin población joven haciendo que se envejeciese paulatinamente.

### Núcleos de población
El municipio se divide en tres núcleos de población, que poseían la siguiente población en 2024 según el INE.
| Núcleo de población | Población 2024 |
| ------------------- | -------------- |
| Justel              | 33             |
| Villalverde         | 39             |
| Quintanilla         | 6              |

## Monumentos y lugares de interés

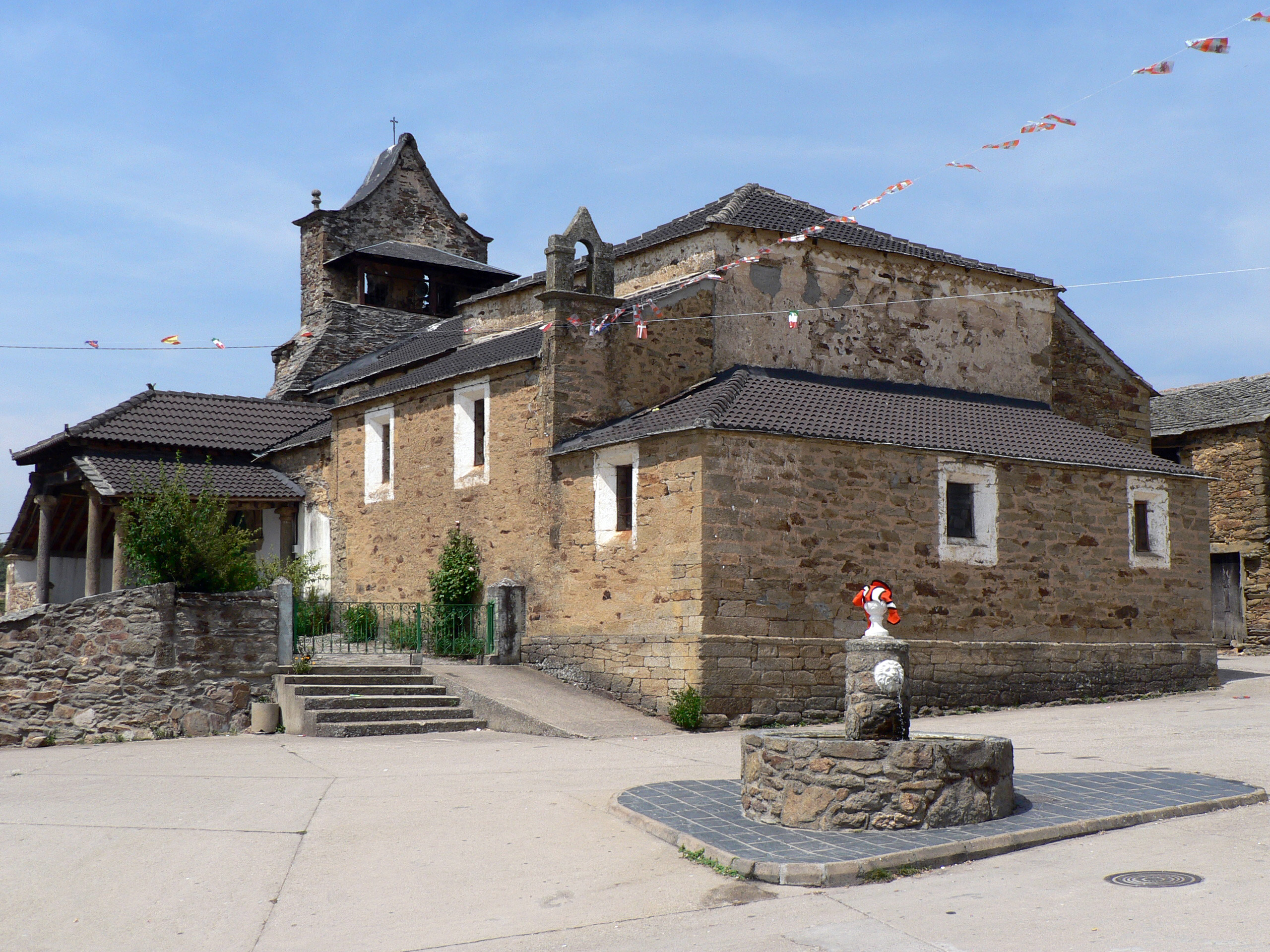
La iglesia
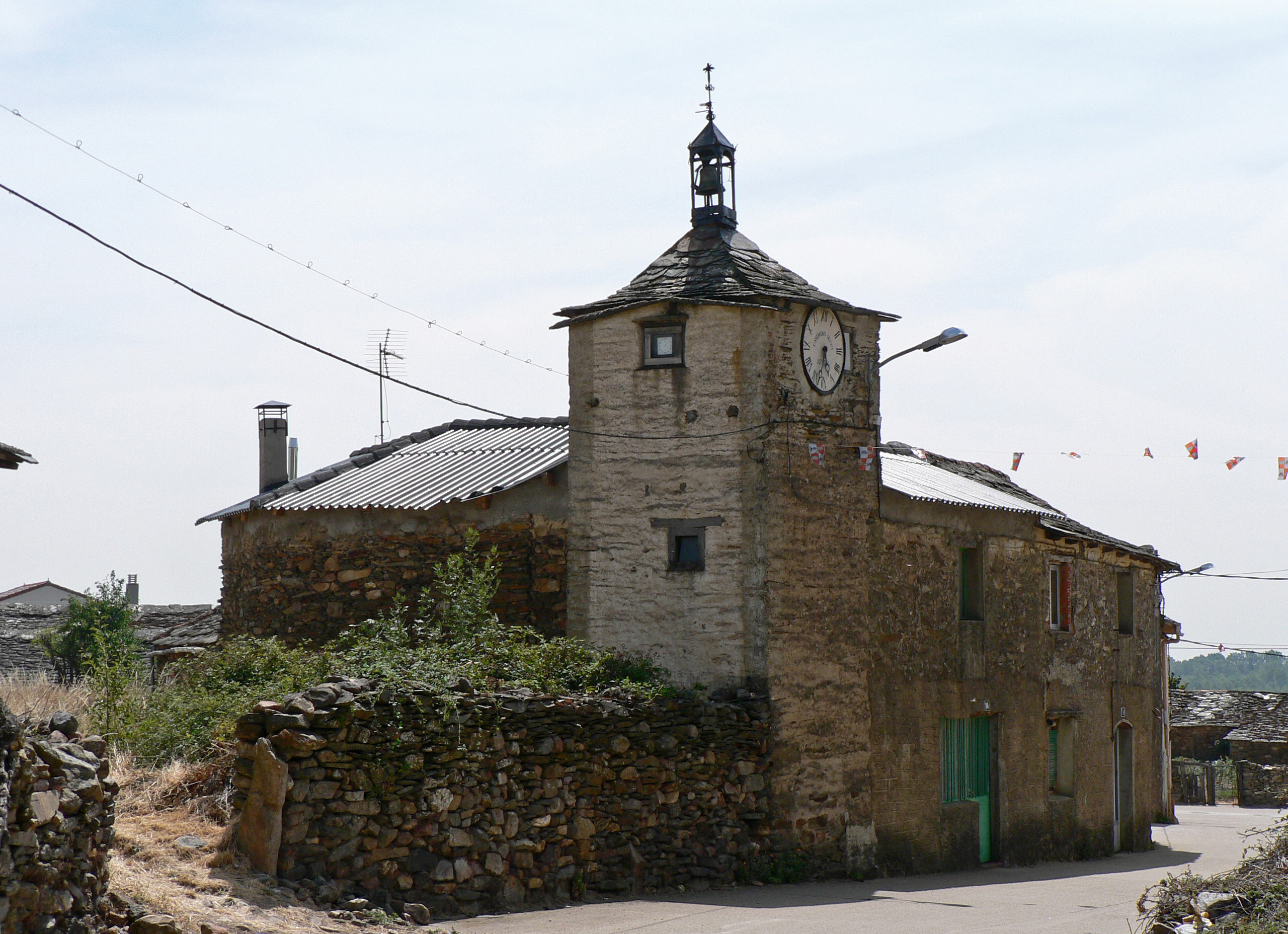
La torre del reloj

El edificio más emblemático es la iglesia, con un alto campanario y una capacidad para unas 100 personas. La iglesia ha sido un símbolo único en la vida de los habitantes de Justel, ya que los horarios, las campanadas de misa, de nacimiento, de muerte, han marcado sus vidas a lo largo de los años. 
Las casas del pueblo siguen un patrón similar a las de la zona, con un patio abierto en su interior, y las paredes de ladrillo revocadas de cemento y yeso.